# Писанка (пісня)
«Писанка» — українська пісня на слова Михайла Ткача та музику Павла Дворського.
Серед відомих виконавців — Назарій Яремчук (у складі ВІА «Смерічка»), який уперше заспівав її 1985 року.
Також пісня звучала у виконанні самого автора музики Павла Дворського, народного артиста України Василя Зінкевича та інших естрадних співаків.

## Опис
Композиція передає філософію української народної пісенної традиції, яка сформована на одвічних цінностях українського народу, де центром всього є сім'я, любов, культ домашнього вогнища тощо. В ній представлена гуцульська та буковинська тематика пейзажної зображальності.

## Історія
Пісня була вийшла 1987 року на лейблі Мелодія, увійшовши до 2-го альбому ВІА «Смерічка» з однойменною назвою.
У 2011 році ввійшла до виданого синами Яремчука альбому «Співає Назарій Яремчук», присвяченого його пам'яті.

## Уривок з пісні
| До тебе йду, любові не таю, Щодня шукаю переброду. Тебе, вродливу писанку мою, Я пізнаю душею зроду. Приспів: Все минає, все минає, літо в осінь йде. Все минає, не вертає, хтось на когось жде. Все минає, все минає, наче в тому сні, А любов не минає, ні. [12][1] |